# Premis Cóndor de Plata 1991
Els guanyadors dels Premis Cóndor de Plata 1991 que van ser lliurats en la cerimònia realitzada el 2 de setembre de 1991 a la ciutat de Buenos Aires, on es reconeix les millors pel·lícules argentines estrenades durant l’any 1990 foren les següents:

## Guanyadors
- Millor pel·lícula: Últimas imágenes del naufragio (Eliseo Subiela)[2]
- Millor actor: Víctor Laplace (Flop)
- Millor actriu: Noemí Frenkel (Últimas imágenes del naufragio)
- Millor director:Eliseo Subiela (Últimas imágenes del naufragio)
- Millor actor de repartiment: Pablo Brichta (Últimas imágenes del naufragio)
- Millor actriu de repartiment:Cecilia Rosetto (Flop)
- Millor Revelació Femenina: Sara Benítez (Últimas imágenes del naufragio)
- Millor Revelació Masculina: Andrés Tiengo (Últimas imágenes del naufragio)
- Millor guió original: Eliseo Subiela (Últimas imágenes del naufragio)
- Millor guió adaptat: María Luisa Bemberg i Antonio Larreta (Yo, la peor de todas)
- Millor fotografia: Félix Monti (Yo, la peor de todas)
- Millor música: Pedro Aznar (Últimas imágenes del naufragio)
- Millor muntatge: Juan Carlos Macías (Fútbol argentino)
- Millor escenografia: Esmeralda Almonacid (Yo, la peor de todas)
- Millor opera prima: País cerrado, teatro abierto (Arturo Balassa)
- Millor pel·lícula estrangera: Cinema Paradiso  de Giuseppe Tornatore, Itàlia

## Comentaris
Sobre el film més premiat, Últimas imágenes del naufragio Manrupe i Portela van opinar que era "Cinema de la hiperinflació amb final esperançat, en el qual el protagonista canvia un ideal (acabar la seva novel·la) per l'amor a una dona".
Flop és una pel·lícula dirigida per Eduardo Mignogna basada en la vida de Florencio Parravicini, un dels primers aviadors del país que després de balafiar la seva fortuna va treballar com a tirador, actor, monologuista i sarsueler en la primera meitat del segle xx.
Yo, la peor de todas va ser dirigida per María Luisa Bemberg, qui va ser coguionista adaptant l'obra Sor Juana o las trampas de la fe d'Octavio Paz.
Fútbol argentino és una pel·lícula documental dirigida per Víctor Dínenzon, realitzada sobre el guió homònim de l'historiador Osvaldo Bayer posteriorment editat en llibre que es refereix a la història del futbol argentí, des dels seus orígens en el segle xix fins a la victòria de la selecció argentina en el mundial de Mèxic de 1986, utilitzant valuosos documents d'arxiu.
País cerrado, teatro abierto dirigit per Arturo Balassa és un documental que desenvolupa la història del fenomen cultural conegut com Teatre Obert, el qual va ser iniciat el 28 de juliol de 1981 com una reacció cultural contra l’última dictadura cívico-militar argentina (1976-1983), i organitzat per un grup d'artistes i treballadors del món teatral, integrat entre altres per Osvaldo Dragún, Gonzalo Núñez, Jorge Rivera López, Luis Brandoni i Pepe Soriano.